# Чемпионат СССР по боксу 1950
Чемпионат СССР по боксу 1950 года проходил 17-24 июля в Свердловске (РСФСР).

## Медалисты
| Весовая категория           | Золото                                    | Серебро                                    | Бронза                                    |
| --------------------------- | ----------------------------------------- | ------------------------------------------ | ----------------------------------------- |
| Наилегчайший вес (до 51 кг) | Анатолий Булаков «Динамо» (Москва)        | Лев Сегалович Вооружённые силы (Москва)    | Борис Степанов «Крылья Советов» (Москва)  |
| Легчайший вес (до 54 кг)    | Александр Засухин «Динамо» (Свердловск)   | Габриэль Ханукашвили «Динамо» (Тбилиси)    | Геннадий Гарбузов «Динамо» (Москва)       |
| Полулегкий вес (до 57 кг)   | Владимир Яковлев «Динамо» (Челябинск)     | Анатолий Ходаковский «Спартак» (Кемерово)  | Иван Князев «Водник» (Ленинград)          |
| Лёгкий вес (до 60 кг)       | Эдуард Аристакесян «Динамо» (Ереван)      | Виктор Меднов «Тудовые резервы» (Москва)   | Семен Мулин «Динамо» (Москва)             |
| Полусредний вес (до 67 кг)  | Сергей Щербаков «Крылья Советов» (Москва) | Борис Тишин «Крылья Советов» (Москва)      | В. Чернов «Химик» (Кемерово)              |
| Средний вес (до 73 кг)      | Борис Назаренко Вооружённые силы (Москва) | Василий Романов «Динамо» (Москва)          | Виктор Лукьянов «Крылья Советов» (Москва) |
| Полутяжелый вес (до 81 кг)  | Юрий Егоров «Трудовые резервы» (Москва)   | Геннадий Степанов «Динамо» (Москва)        | Алексей Пичугин «Динамо» (Ленинград)      |
| Тяжелый вес (свыше 81 кг)   | Альгирдас Шоцикас «Жальгирис» (Каунас)    | Анатолий Перов «Трудовые резервы» (Москва) | Мартин Линнамяги «Динамо» (Таллин)        |